# Stefan Brands
Stefan Brands é um empreendedor e matemático holandês que projetou os protocolos criptográficos centrais da tecnologia U-Prove da Microsoft. Versões anteriores desses protocolos foram implementadas por DigiCash, Zero-Knowledge Systems, Credentica e um consórcio de bancos e organizações de TI europeus. Ele é autor de vários artigos científicos e livros sobre criptografia e privacidade.
Brands foi um arquiteto principal na Microsoft, um professor adjunto na Universidade McGill e um consultor do comissário de proteção de dados do Canadá e do Centro de Informação sobre Privacidade Eletrônica.